# ロイヤル・キャサリン (戦列艦・初代)
|                          | |
| 艦歴                     | |
| 建造:                    | ウリッジ工廠 |
| 進水:                    | 1664年 |
| 改名:                    | 1706年、ラミリーズ |
| その後:                  | 1760年難破 |
| 性能諸元                 | |
| クラス:                  | 2等戦列艦 |
| 全長:                    | 竜骨：121ft（37m） |
| 全幅:                    | 40ft（12m） |
| 喫水:                    | 17ft 2in（5.2m） |
| 推進:                    | 帆走（3本マストシップ） |
| 兵装:                    | 各種口径の砲84門 |
| 性能諸元（1702年再建造） | |
| クラス:                  | 2等戦列艦 |
| 全長:                    | 砲列甲板：160ft（49m） |
| 全幅:                    | 44ft 6in（13.6m） |
| 喫水:                    | 18ft 6in（5.6m） |
| 推進:                    | 帆走（3本マストシップ） |
| 兵装:                    | 各種口径の砲90門 |
| 性能諸元（1749年再建造） | |
| クラス:                  | 2等戦列艦 |
| 全長:                    | 砲列甲板：168ft（51m） |
| 全幅:                    | 48ft（15m） |
| 喫水:                    | 20ft 2in（6.1m） |
| 推進:                    | 帆走（3本マストシップ） |
| 兵装:                    | 90門： 上砲列：18ポンド（8kg）砲26門 中砲列：12ポンド（5kg）砲26門 下砲列：32ポンド（15kg）砲26門 後甲板：6ポンド（3kg）砲10門 艦首楼：6ポンド（3kg）砲2門 |

ロイヤル・キャサリン（HMS Royal Katherine）は1664年進水のイギリス海軍の84門2等戦列艦。後にラミリーズ（HMS Ramillies）と改名した。

## 経歴
ロイヤル・キャサリンは1664年にクリストファー・ペットの手によりウリッジ工廠で進水した。
第二次英蘭戦争では1665年6月13日のローストフトの海戦や1666年6月11日から6月14日にかけての4日海戦、8月4日の聖ジェイムズ日の海戦に参戦、1667年のメドウェイ川襲撃に際しては捕獲されないように自沈していた。第三次英蘭戦争におけるソールベイの海戦でロイヤル・キャサリンはオランダ海軍の手に落ちたが、その日のうちに奪還された。また、1673年6月8日のスホーネヴェルトの海戦にも参加した。
大同盟戦争では1692年3月29日のバルフルール岬の海戦に加わった。
その後1702年にロイヤル・キャサリンは90門2等艦としてポーツマスで再建造され、スペイン継承戦争ではジョージ・ルーク提督の旗艦として使用された。1706年にはマールバラ公ジョン・チャーチルのラミイの戦いにおける戦勝を記念してラミリーズ（HMS Ramillies）と改名された。また1749年にはポーツマスで2度目の再建造を施されている。
七年戦争時にジョン・ビング提督がメノルカ島のマオー港攻略に失敗した時の旗艦はラミリーズである。ビングは後に軍法会議にかけられ、銃殺刑に処された。
ラミリーズは最終的に1760年2月15日にプリマス付近のボルトヘッドで難破し、おおよそ700名の死亡者を出した。

## 参加海戦
- ローストフトの海戦
- 4日海戦
- 聖ジェイムズ日の海戦
- メドウェイ川襲撃
- ソールベイの海戦
- スホーネヴェルトの海戦
- バルフルール岬とラ・オーグの海戦
- ミノルカ島の海戦